# سد مأرب
15°23′N 45°14′E / 15.383°N 45.233°E

سد مأرب هو سد مائي يقع في محافظة مأرب اليمنية، ويرى العالم الآثاري النمساوي إدورد جلازر أن عهد البناء الأول للسد يعود إلى ما بين 750 و700 ق م (القرن  الثامن قبل الميلاد)، ويؤيد هذ القول عدد من العلماء أبرزهم روبرت جاكوبس فوربس. بينما ذهب بعض العلماء إلى أن البناء الأول للسد كان نحو سنة 600 ق م. وبرغم الخلاف إلا أن الطرفين اجمعوا أن السد بني ما بين القرن الثامن والسابع قبل الميلاد. ووفق بعض التقارير التي دونت عام 2010م، نتيجة القيام بدراسة لبعض العينات المختلفة من الفحم التي عثر عليه بداخل سد مأرب بواسطة التحليل بالكربون ١٤ المشع، والتي أرجعت تاريخ تلك العينات بناء وتأسيس سد مأرب إلى حوالي 600 ق م.
وقد ذهب مولر وكريستيان روبن و«ايريس جيرلاخ» وآخرين إلى أن المكرب سمه علي ينف بن ذمار علي وابنه المكرب يثع أمر بين الأول كانا المؤسسين الأصليين لسد مأرب (مثلاً النقشان: RES 2651 وGarbini MM 1973)، ويرجعون زمانهما إلى القرن السابع قبل الميلاد (700 ق م - 685 ق م)، فيكون إنشاء السد إذن في هذا الزمن على رأي هؤلاء الباحثين، وهناك إشارة إلى بناء سدود وحواجز مائية في مأرب وردت في الفقرة الثانية من نقش النصر (لكرب إيل وتار بن ذمار علي) وهو شقيق سمه علي ينف، وذلك نحو سنة 685 ق م (النقش: RES 3945 and 3946). وقد أخذت عناية مكارب سبأ بمدينة مأرب تزداد، إلى أن صارت مقرهم الرسمي، وبذلك أخذ نجم صرواح في الأفول إلى أن زال وجودها. وقد قام المكاربة الثلاثة المتعاقبين سمه علي ويثع وكربئيل وتر بأعمال عمرانية ضخمة، أهمها سد مأرب، الذي يعد من المشروعات الخطيرة التي ترينا تقدم أهل العربية الجنوبية في فن الري والاستفادة من الأمطار في تحويل الأرض اليابسة إلى جنان. وليس في التاريخ القديم إلا ممالك قليلة فكرت في مثل هذه المشروعات في التحكم في الطبيعة للاستفادة منها في خدمة الإنسان، ولقد حول هذه السد أرض "أذنة" إلى جنان تُرى آثارها حتى الآن ماثلة، لترينا قدرة الإنسان على الإبداع متى شاء واستعمل عقله وسخر يده. وليست هذه القصص والحكايات التي رواها الإخباريون عن سد مأرب وعن جنان سبأ باطلًا، إنها صدى ذلك العمل العربي الكبير.
ظل حكام سبأ الذين حكموا من بعدها يجرون إصلاحات، ويحدثون إضافات على سد مأرب، ويرممون ما يتصدع منه، كما يظهر ذلك من الكتابات، وقد تطلبت صيانة نظام الري نفقات كبيرة ومنظمة ومنتظمة، وقد تعرض مع ذلك السد للتصدع مرارًا، كان أولها بسبب الفتنة السياسية بين حكام اليمن في النصف الأول من القرن الثاني الميلادي، حيث سقط السد تدريجياً بسبب ذهاب الحفظة (القائمون بصيانة سدّ بمأرب) وأهمل أمره فخرب، ولم يصلح طيلت فترة الانقلابات  والصراعات زمن نشأ كرب يهأمن وسعد شمس أسرع ووهب إل يحز،  فترك الناس مزارعهم، واضطروا إلى الهجرة منها، إلا أن الملك ذمار علي يهبر بعد أن غزا مأرب نحو سنة 150م هو وابنه ثأران قاموا بترميم سد مارب وبناء المواضع التي تخربت منه (النقش: RES 4775). وبعد مئتي عام، اخترقت المياه سد مأرب المتهالك من جديد، فأمر الملكان ثأران يهنعم وابنه ملكي كرب يهأمن نحو سنة 370م جماعة من بني سخيم بقيادة جيش من الإعراب لإصلاح السد الذي تهدم في عدة مواضع فتم إصلاحه بعد 3 أشهر من العمل (النقش: Ja 671). كما رمم الملك شرحبيل يعفر سد مأرب في سنة 565 حـ الموافق سنة 455م (النقش المؤرخ: CIH 540). وآخر ترميم للسد كان على يد الملك أبرهة سنة 658 حـ الموافق سنة 548م (النقشان المؤرخة: DAI GDN 2002-20 وCIH 541)، كما ذكر ترميم آخر للملك أبرهة سنة 668 حـ الموافق سنة 558م (النقش المؤرخ: Sadd Maʾrib 6).

## التاريخ
بني السد من حجارة اقتطعت من صخور الجبال، حيث نحتت بدقة، ووضعت فوق بعضها البعض واستخدم الجبس لربط الحجارة المنحوتة ببعضها البعض، واستخدام قضبان أسطوانية من النحاس والرصاص يبلغ طول الواحدة منها ستة عشر متراً، وقطرها حوالي أربع سنتمرات توضع في ثقوب الحجارة فتصبح كالمسمار فيتم دمجها بصخرة مطابقة لها وذلك ليتمكن من الثبات أمام خطر الزلازل والسيول العنيفة. حسب التنقيبات الأثرية، فإن السد تعرض لأربعة انهيارات على الأقل، آخرها كان في العام 575. ولم تبذل جهود لترميمه من ذلك الحين بعد لغياب حكومة مركزية واضطراب الأمن في البلاد وتدخل القوى الأجنبية (الفرس) واستقلال زعماء القبائل بإقطاعياتهم.

### بناء السد القديم
هناك اختلاف بين العلماء حول مرحلة بناء سد مأرب العظيم، ووفق أبحاث أثرية حديثة قام بها المعهد الألماني للآثار  عام 2010م، عثر على ستة عينات كربونية بداخل سد مأرب (Marib Dam) تم فحصها بواسطة التحليل كربون-14، والتي أرجعت  تلك العينات تاريخ بناء سد مأرب إلى حوالي 600 ق م، كما أشارات الدراسة إلى أن هناك قنوات ري زراعي بدائية استخدمت في جنوب مأرب تعود إلى الألفية الرابعة ق م في عصر ما قبل السبئيين، إلا أن السد الشهير (Marib Dam) نفسه يعود إلى القرن السابع قبل الميلادي كحد أقصى وفق ستة عينات من الفحم عثر عليها في سد مأرب بواسطة كربون-14، وجاء جدول دراسة سد مأرب كالآتي:
|   | العينة المختبرية | تقدير الكربون المشع | الإحداثي             |
| - | ---------------- | ------------------- | -------------------- |
| 1 | Erl-10655        | 600 ق م - 400 ق م   | 15.400987, 45.265914 |
| 2 | Erl-10656        | 512 ق م – 344 ق م   | 15.400992, 45.265932 |
| 3 | Erl-10657        | 363 ق م– 87 ق م     | 15.401010, 45.266028 |
| 4 | Erl-10658        | 124م – 381م         | 15.401060, 45.267173 |
| 5 | Erl-10660        | 203 م–394م          | 15.400348, 45.267079 |
| 6 | Erl-10659        | 235 م–437م          | 15.400490, 45.267575 |

بقى سد مأرب صامدا يؤدي عمله حتى الربع الثالث من القرن السادس الميلادي، وتعرض السد لعدة تصدعات ولكن نهايته كانت في العام 575 بعد الميلاد لغياب حكومة مركزية واضطراب الأمن في البلاد وتدخل القوى الأجنبية (الفرس) واستقلال زعماء القبائل بإقطاعياتهم.
في القرن السابع والسادس قبل الميلاد، وردت نصوص لمكاربة تشير إلى تأسيس ثم تعلية على السد فبلغ طوله 577 متراً وعرضه 915 متر وهو ضعف سد هوفر الأمريكي، وبني في الجهة التي تسيل منها السيول فتمكن السد من حصر الماء وزود بثقوب أو أبواب لتسمح بقدر أكبر من التحكم بجهة المياه عقب استقرارها في الحوض. اُقتطعت حجارة السد من صخور الجبال ونحتت بدقة ووضعت فوق بعضها البعض واستخدم الجبس لربط الحجارة المنحوتة ببعضها البعض واستخدام قضبان أسطوانية من النحاس والرصاص يبلغ طول الواحدة منها ستة عشر مترا وقطرها حوالي أربع سنتمرات توضع في ثقوب الحجارة فتصبح كالمسمار فيتم دمجها بصخرة مطابقة لها وذلك ليتمكن من الثبات أمام خطر الزلازل والسيول العنيفة  كان يروي ما يقارب 24,000 آكر (قرابة 98 كم مربع)  وهو ماعنى أن سكان اليمن حققوا الاكتفاء الذاتي من ناحية احتياجهم للماء والغذاء، فالماء الناتج عن السد القديم كان يكفيهم للزراعة وإطعام مواشيهم.
ويعتبر سد مأرب من أرقى السدود من الناحية الهندسية. وقد قام المهندسون بمعاينة طبيعة الأرض قبل إنشاء السد، ثم بنوا عليها المخطط الهندسي الذي هو عبارة عن حائط حجري ضخم أقيم في مربط الدم عند مخرج السيل من الوادي، وبني على زاوية منفرجة، ممتدًا من الجنوب إلى الشمال مسافة ستمائة وخمسين مترًا، وله فتحات وأبواب تُفتح وتُغلق حسب الحاجة لمرور الماء منها المسايل المتصلة بها لإرواء الحقول والبساتين والمزارع.

### تهدم السد
تدمير سد مأرب حدثا تاريخيا، وذكر في القرآن الكريم:
ترتب على ذلك فشل نظام الري، ما أدى لهجرة ما يصل إلى 50,000 شخصاُ من اليمن إلى مناطق أخرى من شبه الجزيرة العربية.

## السد الحديث

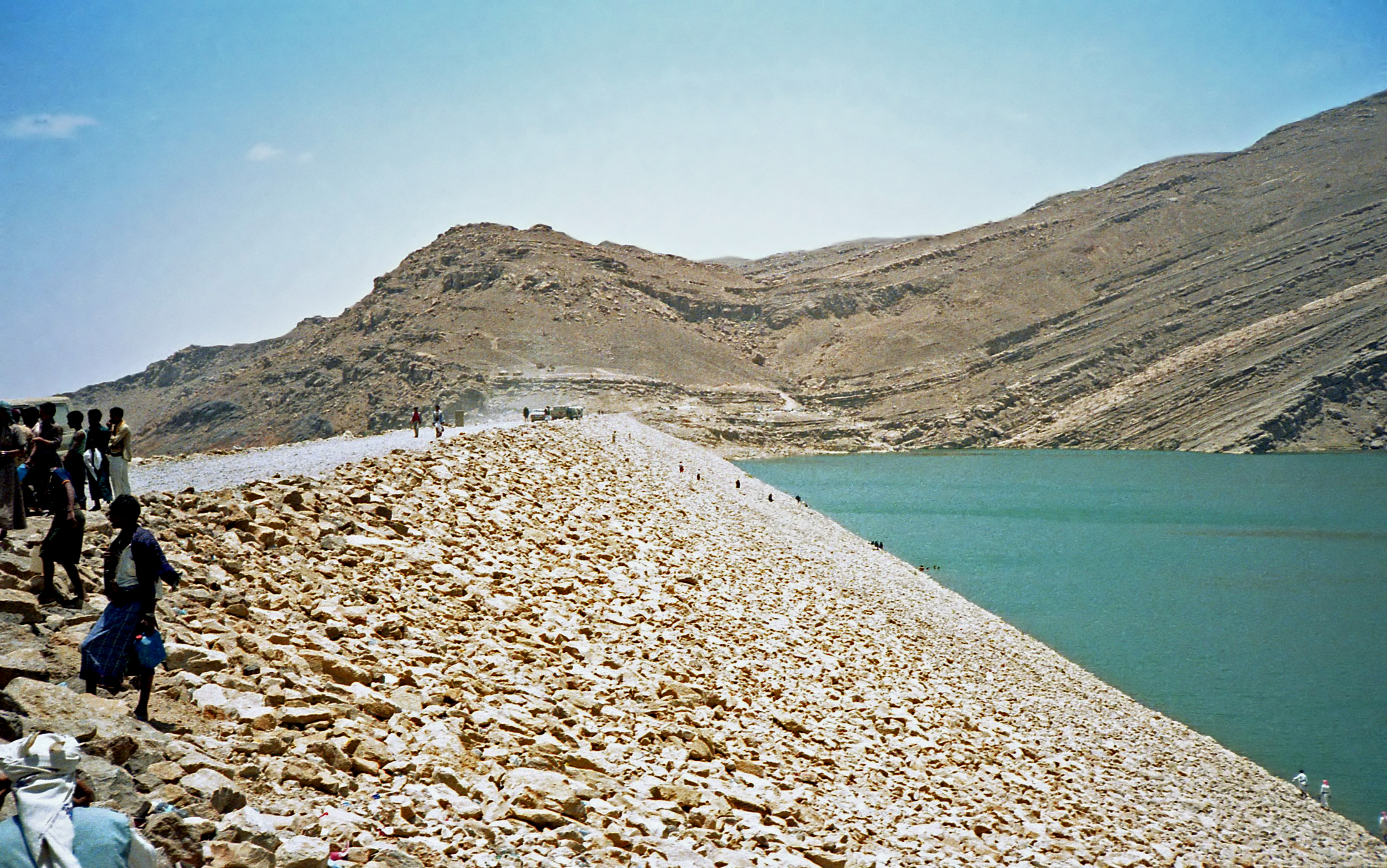
صورة لسد مأرب الحديث في 1986

في 2 أكتوبر 1984م تم وضع حجر الأساس للسد، وفي أواخر 1986م أعلن رئيس دولة الإمارات الراحل الشيخ زايد بن سلطان آل نهيان تبرعه بإعادة بناء وتأهيل وتوسيع سد مأرب، وفي عام 2003م بدأ العمل في المرحلة الثانية من مشروع قنوات إعادة تأهيل سد مأرب بطول 69 كيلو متراً بتكلفة بلغت 23 مليون و910 آلاف دولار أمريكي بتمويل من صندوق أبو ظبي للتنمية.

### مواصفات السد
تبلغ مساحة بحيرة السد 30 كيلومتر مربع، ويسع 400 مليون متر مكعب من الماء، فيما تعمل بوابة التصريف الخاصة به بطاقة قدرها 35 مترا مكعبا في الثانية وذلك لري حوالي 16 ألف هكتار من الأراضي الزراعية، ويبلغ عمق الجسم الخرساني للسد 60 مترا ومساحته 24 ألف متر مربع وطوله 763 مترا وعرضه عند مستوى سطح الوادي 337 مترا، وعند مخرج المياه من بوابة التصريف 195 مترا كما بلغ إجمالي حجم الردميات في جسم السد 3 ملايين متر مكعب، وأُزيلت 200 ألف متر مكعب من الصخور من جانبي الموقع وتغطية جسم السد بصخور بلغ حجمها 100 ألف متر مكعب.
في أغسطس 2020 شهد السد فيضان المياه من الأماكن المخصصة لذلك وهي المرة الأولى التي تتجاوز كمية المياه السعة القصوى للسد منذ إعادة بنائه قبل 34 عاماً، حيث تجاوز منسوب المياه حاجز الـ 550 مليون متر مكعب.

### الحرب الأهلية 2015

صورة لأجزاء من سد مأرب قبل وبعد الدمار الناتج عن الغارات الجوية في مايو 2015 لتحالف العمليات العسكرية ضد الحوثيين

قالت اليونسكو إنها تلقت معلومات عن أضرار لحقت بجدران «سد مأرب القديم» في 31 مايو 2015، إثر غارة جوية لطيران التحالف الذي ينفذ العمليات العسكرية ضد الحوثيين، لكن مصادر قبلية أكدت لبي بي سي عدم صحة الأنباء التي تحدثت عن تعرض سد مأرب للقصف وتحدثت عن تعمد الحوثيين والقوات الموالية لعلي عبد الله صالح نصب منصة صواريخ كاتيوشا في أعلى السد لقصف مدينة مأرب ومواقع المقاومة إلا أن السد لم يتعرض لغارات جوية.